# 核糖-5-磷酸
核糖-5-磷酸（英語：Ribose 5-phosphate）是磷酸戊糖途径的中间体和产物。核糖-5-磷酸是磷酸戊糖途径氧化阶段的最终产物，由核酮糖-5-磷酸异构化而来，根据机体的状态，核糖-5-磷酸也能可逆的变回核酮糖-5-磷酸。
核糖-磷酸焦磷酸激酶将核糖-5-磷酸转化为磷酸核糖焦磷酸。